# Sõjamäe

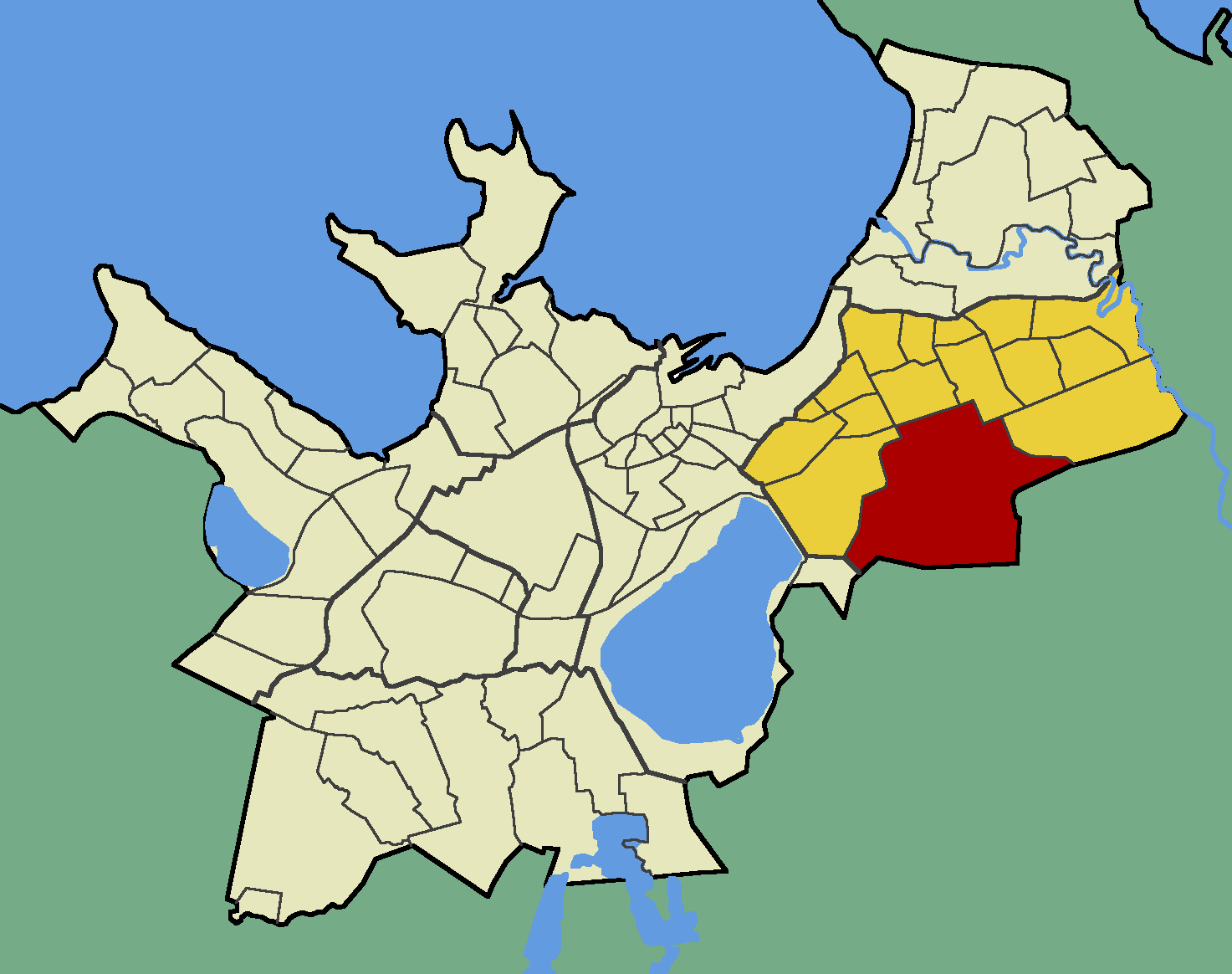
Lage von Sõjamäe (rot) im Tallinner Stadtteil Lasnamäe (gelb)

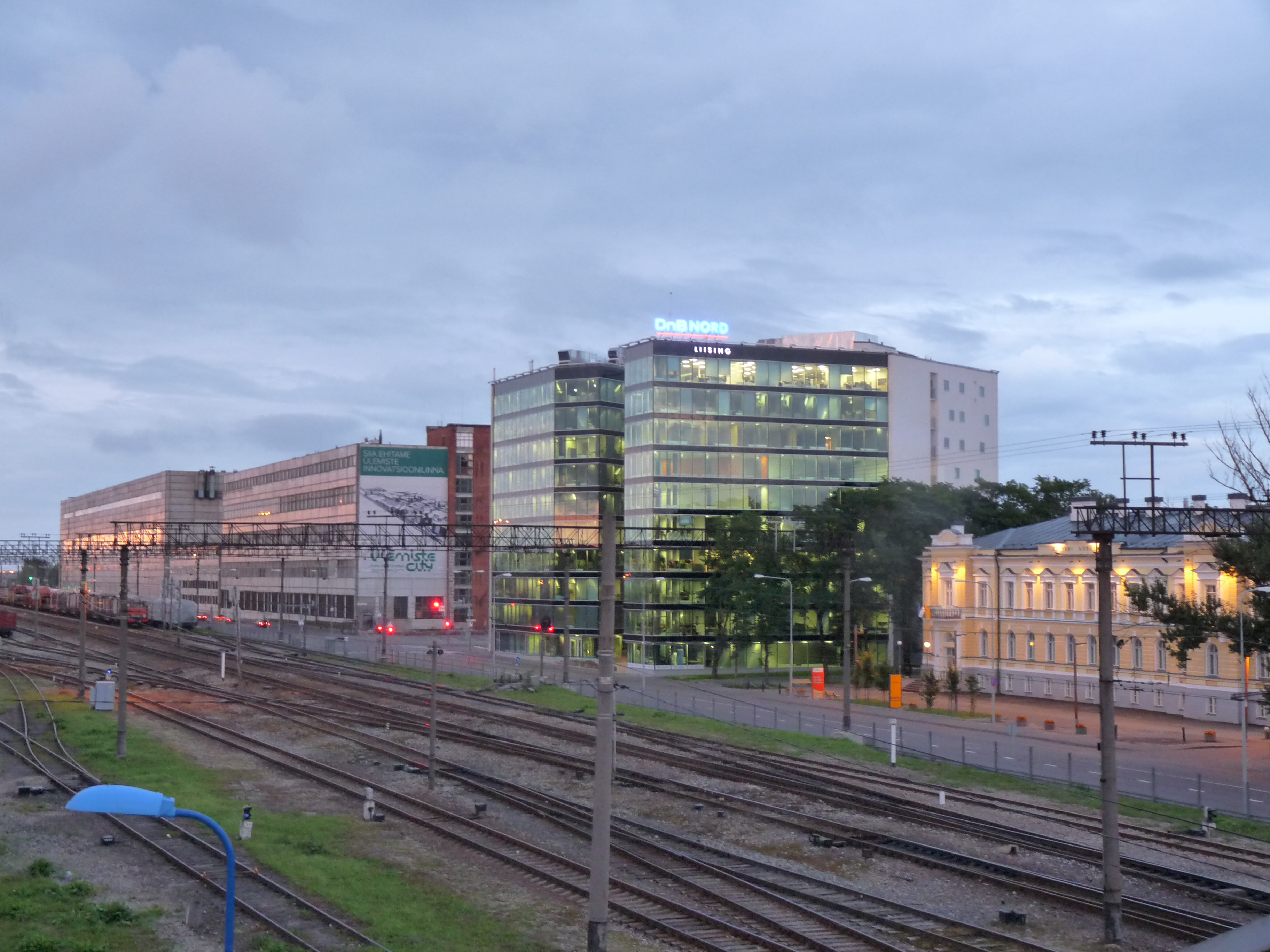
Am Bahnhof von Sõjamäe

Sõjamäe ist ein Stadtbezirk (estnisch asum) der estnischen Hauptstadt Tallinn.

## Bezirk
Der Bezirk liegt im Süden des Stadtteils Lasnamäe.
Sõjamäe ist einer der am dünnsten besiedelten Stadtbezirke Tallinns. Er hat 121 Einwohner (Stand 1. Mai 2010).
Bekannt ist Sõjamäe vor allem für seinen Vorortbahnhof (Vesse raudteepeatus) und einen großen Industriepark.